# وادي كلودزكو

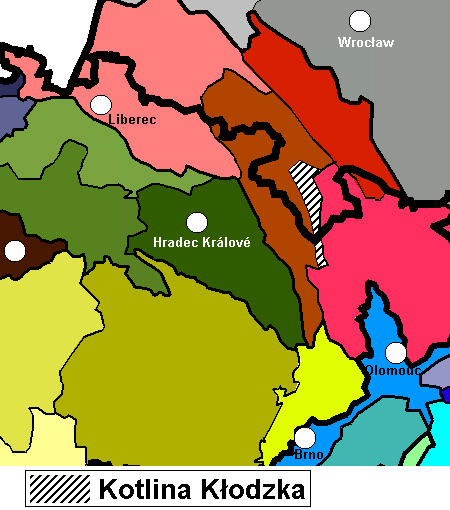
موقع وادي كلودزكو:
Central Sudetes
Eastern Sudetes

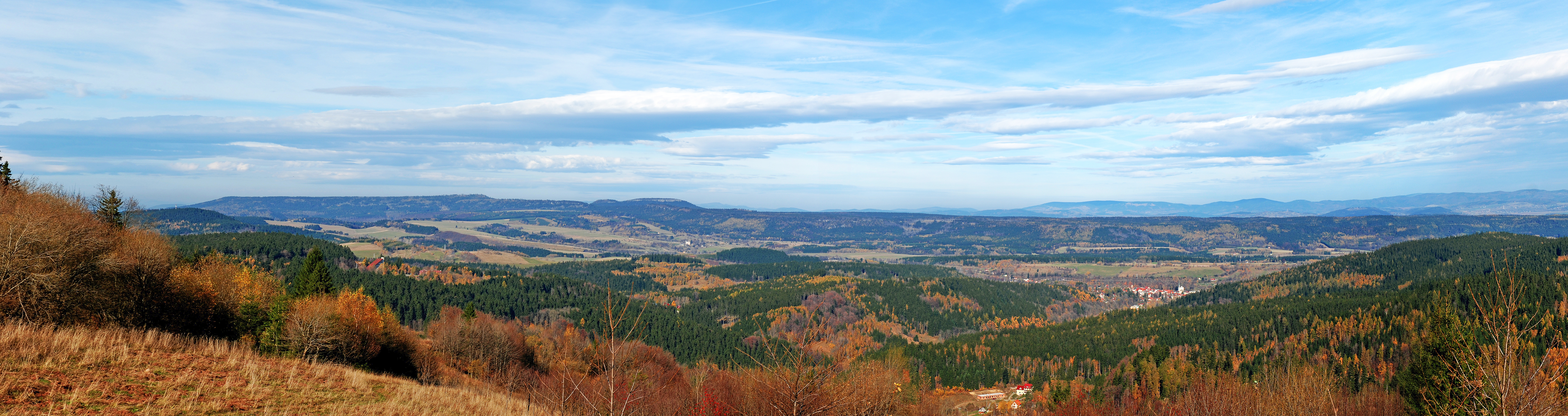
وادي كلودزكو

وادي كلودزكو ((بالبولندية: Kotlina Kłodzka)‏, (بالتشيكية: Kladská kotlina)‏, (بالألمانية: Glatzer Kessel)‏) هو سيرقو (Cirque) في سلسلة جبال السوديت في مقاطعة كلودزكو، جنوب غرب بولندا، بالقرب من الحدود مع جمهورية التشيك.